# Blesme
Blesme é uma comuna francesa na região administrativa do Grande Leste, no departamento de Marne. Estende-se por uma área de 6.7 km², e possui 208 habitantes, segundo o censo de 2018, com uma densidade de 31 hab/km².